# Магда Борисова
Магдалена Любомирова Борисова — болгарська письменниця і драматургиня.

## Життєпис
Народилася 14 листопада 1978 року в місті Велико Тирново. Закінчила біологічний курс природничо-математичної гімназії. Вона має ступінь магістра права з післядипломною кваліфікацією з кримінології в SU. Працює юрисконсульткою, головою місцевої комісії по боротьбі з антигромадською поведінкою неповнолітніх і протягом 3 років була заступницею міського голови Златариці. З 2008 року вона є муніципальною радницею у муніципалітеті Олени. З 2011 по 2015 рік була заступницею голови Оленської міської ради. Вона також є присяжною.
Зі шкільних років пише хайку та оповідання. Має публікації в місцевих, національних і міжнародних журналах і газетах.
Видала три збірки дитячих п'єс і одну вибрану п'єсу для дорослих.
Вісім п'єс Борисової отримали театральну реалізацію.
Чотири були поставлені в Варненському драматичному театрі імені Стояна Бачварова. У 2014 році відбулася прем'єра фільму «Велика різдвяна пригода…» режисера Стояна Радева Ге. K, сценограф Даніела Ніколчова, далі 2015 — «Велика різдвяна пригода 2», «Мрія» — 20.09.2017 У 2018 році «Різдво місіс Різдво», режисер С. Радев Ге. К. «Подарунок для Діда Мороза» — в ДКТ «Василь Друмєв», Шумен, грудень 2017 р. «Зіткнення» — вистава для дорослих у драматичному театрі «Сава Огнянов» Русе 1 березня 2018 р.

## Літературні премії
- 2007 — нагорода на міжнародному конкурсі хайку в Хорватії Klostar Ivanic
- 2008 — перше місце на національному конкурсі хайку журналу Коло
- 2009 — відзнака на міжнародному конкурсі хайку в Лудбрегу
- 2009 р. — відзнака Всеукраїнського конкурсу малої прози «Цветница»
- 2009 — друге місце за текст на конкурсі муніципалітету Габрово
- 2010 р. — І місце за оповідання Національного конкурсу «Яна Язова»
- 2010 р. — друге місце в конкурсі на девіз та логотип Держпродконтролю при МОЗ.
- 2011 — перше місце в конкурсі на слоган Старозагорського водогону
- 2011 — Переможець конкурсу дитячої вистави Варненського драматичного театру «Стоян Бачваров», вистава «Сон»
- 2011 р. — ІІІ місце в конкурсі авторських робіт з оповіданнями E-book EOOD
- 2011 р. — друге місце в розділі «Есе» національного конкурсу, присвяченого Національному університету імені Вапцарова — Благоєвград
- 2012 р. — заохочувальний приз за есе національного конкурсу, присвяченого Петру Парцевичу Чипровцю.
- 2012 р. — ІІІ місце в секції прози національного конкурсу гумору «Каун» Хасково
- 2012 р. — ІІІ місце за оповідання на національному конкурсі «Яна Язова»
- 2012 р. — переможиця у номінації «Дитяча вистава» конкурсу національної драматургії, організованого Театравтором та Мінкультом з виставою «Пригоди в Африці».
- 2012 — переможиця у секції «Драма» національного літературного конкурсу «Петро Ковачев», організованого муніципалітетом Плевен з виставою «Жінки з валізами»
- 2013 — номінація за сценарій «Пророцтво» в розділі «Перші сценарії» Южна пролет — Хасково
- 2013 р. — номінація вистави «Велика різдвяна пригода Боцко» на міжнародному ляльково-театральному фестивалі «Михаил Лъкатник» — Ямбол.
- 2013 — номінація п'єси «Пророцтво» в конкурсній секції Форуму античної драми — Стара Загора
- 2013 — заохочувальна премія в розділі «Драма» національного літературного конкурсу «Петър Ковачев», організованого муніципалітетом Плевен за п'єсу «Музика для слонів»
- 2014 р. — ІІ місце в національному конкурсі «Дядо Йоцо гледа» — Муніципалітет Мездра
- 2015 — нагорода за лялькову виставу — «Втеча маленької гоблінки Тамі» від конкурсу національної драматургії «Иван Радоев» — Плевен
- 2015 — премія в розділі «Драма» національного літературного конкурсу «Петро Ковачев», організованого муніципалітетом Плевен за п'єсу «За/седнали»
- 2016 — заохочувальна премія в конкурсі сатиричних комедій, організованому сатиричним театром «Алеко Константинов» за виставу «Безрейний потяг»
- 2016 — номінація в категорії «Авторське читання» на театральному фестивалі Друмеві за «Безрейний потяг»
- 2017 р. — ІІІ місце в літературному конкурсі, організованому Консульством України
- 2017 — номінація від драматичного конкурсу «Иван Радоев» — Плевен за виставу «Летючий офіс»
- 2017 — її п'єса «Зіткнення» входить до шорт-листа конкурсу «Славка Славова» Театру 199
- 2017 — перше місце в конкурсі «Країна співаючих коліс» Генерал Тошево з оповіданням «Розворот»
- 2017 р. — друге місце в конкурсі оповідань «Де Вифлеєм» з оповіданням «Екскурсія»
- 2018 — номінація в національному конкурсі нової болгарської п'єси на тему «Батьківщина» Нового болгарського університету та участь у творчій лабораторії з болгарським театральним режисером Явором Гурдевим
- 2018 — номінація конкурсу «Драматургія для дітей», організованого Міжнародним клубом талантів ARTTROS Канада, за виставу «Різдво місіс Різдво»

### Незалежні видання
- Хроніка Апокаліпсису (E-book EOOD, 2011)
- П'єси для дітей (Босилков Велико Тирново, 2017)
- П'єси для дітей («Гаяна», 2018)
- Вибрані п'єси («Гаяна», 2018)
- Лялькові п'єси («Гаяна», 2019)

### Участь у спільних виданнях
- Начальнику з любов'ю (оповідання) — Президент, 2014
- Нові болгарські п'єси 2018 (нагороджені на п'ятому конкурсі театру «Софія») — Театр «Софія», 2018
- П'єси за Батьківщину (конкурс на нову виставу Нового болгарського університету) — НБУ, 2018